# Seznam slonokoščenskih nogometašev
Seznam slonokoščenih nogometašev.

## A
- Jean-Eudes Aholou
- Kanga Akalé
- Jean-Daniel Akpa-Akpro
- Vincent Angban
- Benjamin Angoua

## B
- Adama Bakayoko
- Sol Bamba
- Boubacar Barry
- Jérémie Boga
- Arthur Boka
- Wilfried Bony

## C
- Sekou Cissé
- Kafoumba Coulibaly

## D
- Simon Deli
- Guy Demel
- Serey Dié
- Aruna Dindane
- Constant Djakpa
- Brice Dja Djédjé
- Cyril Domoraud
- Seydou Doumbia
- Didier Drogba

## E
- Emmanuel Eboué

## F
- Emerse Faé
- Youssouf Falikou Fofana

## G
- Jean-Philippe Gbamin
- Gervinho
- Gérard Gnanhouan
- Abraham Guie Gneki
- Boti Goa
- Steve Gohouri
- Jean-Jacques Gosso
- Alain Gouaméné
- Max Gradel

## J
- Lago Junior

## K
- Bonaventure Kalou
- Salomon Kalou
- Kader Keïta
- Franck Kessié
- Arouna Koné
- Bakari Koné
- Emmanuel Koné
- Yssouf Koné
- Blaise Kouassi
- Jean Evrard Kouassi

## L
- Igor Lolo

## M
- Abdoulaye Méïté

## N
- Marco Né

## P
- Nicolas Pépé
- Laurent Pokou

## R
- Romaric

## S
- Yannick Sagbo
- Badra Ali Sangare
- Boubacar Sanogo
- Jean Michaël Seri

## T
- Siaka Tiéné
- Cheik Tioté
- Jean-Jacques Tizié
- Kolo Touré
- Yaya Touré
- Abdou Razack Traoré
- Lacina Traoré
- Moussa Traoré

## Y
- Didier Konan Ya
- Gilles Yapi Yapo
- Daniel Yeboah

## Z
- Wilfried Zaha
- Aristide Zogbo
- Didier Zokora
- Marco André Zoro